# Barry Stewart
Barry Stewart (Shelbyville, 4 febbraio 1988) è un ex cestista statunitense, professionista in Europa.